# Pájara
Pájara település Spanyolországban, Las Palmas tartományban. Pájara Betancuria és Tuineje községekkel határos. Lakosainak száma 21 614 fő (2024).

## Népesség
A település népessége az elmúlt években az alábbi módon változott:
| Lakosok száma | 14 629 | 16 821 | 19 424 | 20 821 | 20 500 | 19 679 | 19 823 | 21 093 | 20 751 | 21 614 |
|               | 2001   | 2004   | 2007   | 2009   | 2012   | 2014   | 2017   | 2019   | 2022   | 2024   |